# Élections municipales de 2026 dans la Somme
Pour un article plus général, voir Élections municipales françaises de 2026.
Les élections municipales dans la Somme sont prévues en mars 2026. Cette page ne traite que les communes de 3 000 habitants et plus dans la Somme.

## Résultats à l'échelle du département

### Maires sortants et maires élus
| Commune             | Population (en 2022) | Maire sortant(e)            | Parti | Parti  | Maire élu(e) | Parti | Parti |
| ------------------- | -------------------- | --------------------------- | ----- | ------ | ------------ | ----- | ----- |
| Abbeville           | 22 406               | Pascal Demarthe             |       | UDI    |              |       |       |
| Albert              | 9 658                | Maxime Lajeunesse           |       | DVC    |              |       |       |
| Amiens              | 134 780              | Hubert de Jenlis            |       | RE     |              |       |       |
| Boves               | 3 273                | Maryse Vandepitte           |       | SE     |              |       |       |
| Camon               | 4 387                | Jean-Claude Renaux          |       | PCF    |              |       |       |
| Corbie              | 6 080                | Ludovic Gabrel              |       | DVG    |              |       |       |
| Doullens            | 5 814                | Claude Maquet               |       | DVD    |              |       |       |
| Flixecourt          | 3 247                | Patrick Gaillard            |       | PCF    |              |       |       |
| Friville-Escarbotin | 4 394                | Nicole Morel                |       | DVG    |              |       |       |
| Ham                 | 4 408                | Éric Legrand                |       | DVG    |              |       |       |
| Longueau            | 5 726                | Pascal Ourdouillé           |       | DVG    |              |       |       |
| Montdidier          | 5 978                | Catherine Quignon-Le Tyrant |       | PS     |              |       |       |
| Moreuil             | 3 968                | Dominique Lamotte           |       | DVD    |              |       |       |
| Péronne             | 7 139                | Gautier Maes                |       | DVG    |              |       |       |
| Roye                | 5 748                | Delphine Delannoy           |       | DVG    |              |       |       |
| Rue                 | 3 050                | Jacky Thueux                |       | DVG    |              |       |       |
| Rivery              | 3 609                | Bernard Bocquillon          |       | PS     |              |       |       |
| Salouël             | 4 188                | Franck Darragon             |       | LC-LNC |              |       |       |
| Villers-Bretonneux  | 4 644                | Didier Dinouard             |       | DVD    |              |       |       |

### Résultats en nombre de maires
| Partis       | Partis                               | Maires sortants | Maires élus | Évolution |
| ------------ | ------------------------------------ | --------------- | ----------- | --------- |
|              | Divers gauche                        | 7               |             |           |
|              | Parti communiste français            | 2               |             |           |
|              | Parti socialiste                     | 2               |             |           |
| Total gauche | Total gauche                         | 11              |             |           |
|              | Divers centre                        | 1               |             |           |
|              | Les Centristes - Le Nouveau Centre   | 1               |             |           |
|              | Renaissance                          | 1               |             |           |
|              | Union des démocrates et indépendants | 1               |             |           |
| Total centre | Total centre                         | 4               |             |           |
|              | Divers droite                        | 3               |             |           |
| Total droite | Total droite                         | 3               |             |           |
|              | Sans étiquette                       | 1               |             |           |
| Total        | Total                                | 19              | 19          | -         |

## Résultats dans les communes de plus de 3 000 habitants

### Abbeville
- Maire sortant : Pascal Demarthe (UDI)
- 35 sièges à pourvoir au conseil municipal (population légale 2022 : 22 406 habitants)
- 30 sièges à pourvoir au conseil communautaire (CA de la Baie de Somme)

| Tête de liste | Tête de liste | Parti(s) | Nuance | Premier tour | Premier tour | Second tour | Second tour | Sièges | Sièges |
| Tête de liste | Tête de liste | Parti(s) | Nuance | Voix         | %            | Voix        | %           | CM     | CC     |
| ------------- | ------------- | -------- | ------ | ------------ | ------------ | ----------- | ----------- | ------ | ------ |

### Albert
- Maire sortant : Maxime Lajeunesse (DVC)
- 29 sièges à pourvoir au conseil municipal (population légale 2022 : 9 658 habitants)
- 24 sièges à pourvoir au conseil communautaire (CC du Pays du Coquelicot)

| Tête de liste | Tête de liste | Parti(s) | Nuance | Premier tour | Premier tour | Second tour | Second tour | Sièges | Sièges |
| Tête de liste | Tête de liste | Parti(s) | Nuance | Voix         | %            | Voix        | %           | CM     | CC     |
| ------------- | ------------- | -------- | ------ | ------------ | ------------ | ----------- | ----------- | ------ | ------ |

### Amiens
- Maire sortant : Hubert de Jenlis (RE)
- 55 sièges à pourvoir au conseil municipal (population légale 2022 : 134 780 habitants)
- 48 sièges à pourvoir au conseil communautaire (Amiens Métropole)

| Tête de liste            | Tête de liste     | Parti(s) | Nuance | Premier tour | Premier tour | Second tour | Second tour | Sièges | Sièges |
| Tête de liste            | Tête de liste     | Parti(s) | Nuance | Voix         | %            | Voix        | %           | CM     | CC     |
| ------------------------ | ----------------- | -------- | ------ | ------------ | ------------ | ----------- | ----------- | ------ | ------ |
|                          | Léon Deffontaines | PCF      |        |              |              |             |             |        |        |
|                          | Hayat Matboua     | D!       |        |              |              |             |             |        |        |
|                          | Esra Ercan,       | LÉ       |        |              |              |             |             |        |        |
|                          | Frédéric Fauvet   | PS       |        |              |              |             |             |        |        |
|                          | Benoit Mercuzot,  | AEM      |        |              |              |             |             |        |        |
|                          | Paul-Éric Dècle   | LC-LNC   |        |              |              |             |             |        |        |
|                          | Damien Toumi      | RN       |        |              |              |             |             |        |        |
|                          |                   |          |        |              |              |             |             |        |        |
| Exprimés                 |                   |          |        |              |              |             |             |        |        |
| Votes blancs             |                   |          |        |              |              |             |             |        |        |
| Votes nuls               |                   |          |        |              |              |             |             |        |        |
| Total                    | Total             | Total    | Total  |              | 100          |             | 100         | 55     | 48     |
| Absentions               |                   |          |        |              |              |             |             |        |        |
| Inscrits / participation |                   |          |        |              |              |             |             |        |        |

### Boves
- Maire sortante : Maryse Vandepitte (SE)
- 23 sièges à pourvoir au conseil municipal (population légale 2022 : 3 273 habitants)
- 2 sièges à pourvoir au conseil communautaire (Amiens Métropole)

| Tête de liste | Tête de liste | Parti(s) | Nuance | Premier tour | Premier tour | Second tour | Second tour | Sièges | Sièges |
| Tête de liste | Tête de liste | Parti(s) | Nuance | Voix         | %            | Voix        | %           | CM     | CC     |
| ------------- | ------------- | -------- | ------ | ------------ | ------------ | ----------- | ----------- | ------ | ------ |

### Camon
- Maire sortant : Jean-Claude Renaux (PCF)
- 27 sièges à pourvoir au conseil municipal (population légale 2022 : 4 387 habitants)
- 3 sièges à pourvoir au conseil communautaire (Amiens Métropole)

| Tête de liste | Tête de liste | Parti(s) | Nuance | Premier tour | Premier tour | Second tour | Second tour | Sièges | Sièges |
| Tête de liste | Tête de liste | Parti(s) | Nuance | Voix         | %            | Voix        | %           | CM     | CC     |
| ------------- | ------------- | -------- | ------ | ------------ | ------------ | ----------- | ----------- | ------ | ------ |

### Corbie
- Maire sortant : Ludovic Gabrel (DVG)
- 29 sièges à pourvoir au conseil municipal (population légale 2022 : 6 080 habitants)
- 13 sièges à pourvoir au conseil communautaire (CC du Val de Somme)

| Tête de liste | Tête de liste | Parti(s) | Nuance | Premier tour | Premier tour | Second tour | Second tour | Sièges | Sièges |
| Tête de liste | Tête de liste | Parti(s) | Nuance | Voix         | %            | Voix        | %           | CM     | CC     |
| ------------- | ------------- | -------- | ------ | ------------ | ------------ | ----------- | ----------- | ------ | ------ |

### Doullens
- Maire sortant : Claude Maquet (DVD)
- 29 sièges à pourvoir au conseil municipal (population légale 2022 : 5 814 habitants)
- 14 sièges à pourvoir au conseil communautaire (CC du Territoire Nord Picardie)

| Tête de liste | Tête de liste | Parti(s) | Nuance | Premier tour | Premier tour | Second tour | Second tour | Sièges | Sièges |
| Tête de liste | Tête de liste | Parti(s) | Nuance | Voix         | %            | Voix        | %           | CM     | CC     |
| ------------- | ------------- | -------- | ------ | ------------ | ------------ | ----------- | ----------- | ------ | ------ |

### Flixecourt
- Maire sortant : Patrick Gaillard (PCF)
- 23 sièges à pourvoir au conseil municipal (population légale 2022 : 3 247 habitants)
- 5 sièges à pourvoir au conseil communautaire (CC Nièvre et Somme)

| Tête de liste | Tête de liste | Parti(s) | Nuance | Premier tour | Premier tour | Second tour | Second tour | Sièges | Sièges |
| Tête de liste | Tête de liste | Parti(s) | Nuance | Voix         | %            | Voix        | %           | CM     | CC     |
| ------------- | ------------- | -------- | ------ | ------------ | ------------ | ----------- | ----------- | ------ | ------ |

### Friville-Escarbotin
- Maire sortante : Nicole Morel (DVG)
- 27 sièges à pourvoir au conseil municipal (population légale 2022 : 4 394 habitants)
- 8 sièges à pourvoir au conseil communautaire (CC du Vimeu)

| Tête de liste | Tête de liste | Parti(s) | Nuance | Premier tour | Premier tour | Second tour | Second tour | Sièges | Sièges |
| Tête de liste | Tête de liste | Parti(s) | Nuance | Voix         | %            | Voix        | %           | CM     | CC     |
| ------------- | ------------- | -------- | ------ | ------------ | ------------ | ----------- | ----------- | ------ | ------ |

### Ham
- Maire sortant : Éric Legrand (DVG)
- 27 sièges à pourvoir au conseil municipal (population légale 2022 : 4 408 habitants)
- 11 sièges à pourvoir au conseil communautaire (CC de l'Est de la Somme)

| Tête de liste | Tête de liste | Parti(s) | Nuance | Premier tour | Premier tour | Second tour | Second tour | Sièges | Sièges |
| Tête de liste | Tête de liste | Parti(s) | Nuance | Voix         | %            | Voix        | %           | CM     | CC     |
| ------------- | ------------- | -------- | ------ | ------------ | ------------ | ----------- | ----------- | ------ | ------ |

### Longueau
- Maire sortant : Pascal Ourdouillé (DVG)
- 29 sièges à pourvoir au conseil municipal (population légale 2022 : 5 726 habitants)
- 4 sièges à pourvoir au conseil communautaire (Amiens Métropole)

| Tête de liste | Tête de liste | Parti(s) | Nuance | Premier tour | Premier tour | Second tour | Second tour | Sièges | Sièges |
| Tête de liste | Tête de liste | Parti(s) | Nuance | Voix         | %            | Voix        | %           | CM     | CC     |
| ------------- | ------------- | -------- | ------ | ------------ | ------------ | ----------- | ----------- | ------ | ------ |

### Montdidier
- Maire sortante : Catherine Quignon-Le Tyrant (PS)
- 29 sièges à pourvoir au conseil municipal (population légale 2022 : 5 978 habitants)
- 15 sièges à pourvoir au conseil communautaire (CC du Grand Roye)

| Tête de liste | Tête de liste | Parti(s) | Nuance | Premier tour | Premier tour | Second tour | Second tour | Sièges | Sièges |
| Tête de liste | Tête de liste | Parti(s) | Nuance | Voix         | %            | Voix        | %           | CM     | CC     |
| ------------- | ------------- | -------- | ------ | ------------ | ------------ | ----------- | ----------- | ------ | ------ |

### Moreuil
- Maire sortant : Dominique Lamotte (DVD)
- 27 sièges à pourvoir au conseil municipal (population légale 2022 : 3 968 habitants)
- 11 sièges à pourvoir au conseil communautaire (CC Avre Luce Noye)

| Tête de liste | Tête de liste | Parti(s) | Nuance | Premier tour | Premier tour | Second tour | Second tour | Sièges | Sièges |
| Tête de liste | Tête de liste | Parti(s) | Nuance | Voix         | %            | Voix        | %           | CM     | CC     |
| ------------- | ------------- | -------- | ------ | ------------ | ------------ | ----------- | ----------- | ------ | ------ |

### Péronne
- Maire sortant : Gautier Maes (DVG)
- 27 sièges à pourvoir au conseil municipal (population légale 2022 : 7 139 habitants)
- 18 sièges à pourvoir au conseil communautaire (CC de la Haute Somme)

| Tête de liste | Tête de liste | Parti(s) | Nuance | Premier tour | Premier tour | Second tour | Second tour | Sièges | Sièges |
| Tête de liste | Tête de liste | Parti(s) | Nuance | Voix         | %            | Voix        | %           | CM     | CC     |
| ------------- | ------------- | -------- | ------ | ------------ | ------------ | ----------- | ----------- | ------ | ------ |

### Roye
- Maire sortante : Delphine Delannoy (DVG)
- 29 sièges à pourvoir au conseil municipal (population légale 2022 : 5 748 habitants)
- 14 sièges à pourvoir au conseil communautaire (CC du Grand Roye)

| Tête de liste | Tête de liste | Parti(s) | Nuance | Premier tour | Premier tour | Second tour | Second tour | Sièges | Sièges |
| Tête de liste | Tête de liste | Parti(s) | Nuance | Voix         | %            | Voix        | %           | CM     | CC     |
| ------------- | ------------- | -------- | ------ | ------------ | ------------ | ----------- | ----------- | ------ | ------ |

### Rue
- Maire sortant : Jacky Thueux (DVG)
- 23 sièges à pourvoir au conseil municipal (population légale 2022 : 3 050 habitants)
- 7 sièges à pourvoir au conseil communautaire (CC Ponthieu-Marquenterre)

| Tête de liste | Tête de liste | Parti(s) | Nuance | Premier tour | Premier tour | Second tour | Second tour | Sièges | Sièges |
| Tête de liste | Tête de liste | Parti(s) | Nuance | Voix         | %            | Voix        | %           | CM     | CC     |
| ------------- | ------------- | -------- | ------ | ------------ | ------------ | ----------- | ----------- | ------ | ------ |

### Rivery
- Maire sortant : Bernard Bocquillon (PS)
- 27 sièges à pourvoir au conseil municipal (population légale 2022 : 3 609 habitants)
- 2 sièges à pourvoir au conseil communautaire (Amiens Métropole)

| Tête de liste | Tête de liste | Parti(s) | Nuance | Premier tour | Premier tour | Second tour | Second tour | Sièges | Sièges |
| Tête de liste | Tête de liste | Parti(s) | Nuance | Voix         | %            | Voix        | %           | CM     | CC     |
| ------------- | ------------- | -------- | ------ | ------------ | ------------ | ----------- | ----------- | ------ | ------ |

### Salouël
- Maire sortant : Franck Darragon (LC-LNC)
- 27 sièges à pourvoir au conseil municipal (population légale 2022 : 4 188 habitants)
- 3 sièges à pourvoir au conseil communautaire (Amiens Métropole)

| Tête de liste | Tête de liste | Parti(s) | Nuance | Premier tour | Premier tour | Second tour | Second tour | Sièges | Sièges |
| Tête de liste | Tête de liste | Parti(s) | Nuance | Voix         | %            | Voix        | %           | CM     | CC     |
| ------------- | ------------- | -------- | ------ | ------------ | ------------ | ----------- | ----------- | ------ | ------ |

### Villers-Bretonneux
- Maire sortant : Didier Dinouard (DVD)
- 27 sièges à pourvoir au conseil municipal (population légale 2022 : 4 644 habitants)
- 9 sièges à pourvoir au conseil communautaire (CC du Val de Somme)

| Tête de liste | Tête de liste | Parti(s) | Nuance | Premier tour | Premier tour | Second tour | Second tour | Sièges | Sièges |
| Tête de liste | Tête de liste | Parti(s) | Nuance | Voix         | %            | Voix        | %           | CM     | CC     |
| ------------- | ------------- | -------- | ------ | ------------ | ------------ | ----------- | ----------- | ------ | ------ |